# Nangarhar University
Nangarhar University är ett universitet i Afghanistan.   Det ligger i provinsen Nangarhar, i den östra delen av landet, 110 km öster om huvudstaden Kabul. Nangarhar University ligger 595 meter över havet.